# Florencio Harmodio Arosemena
Florencio Harmodio Arosemena Guillén (ur. 17 września 1872, zm. 30 sierpnia 1945 w Stanach Zjednoczonych) był inżynierem i prezydentem Panamy  z ramienia Partii Liberalnej od 1 października 1928 do 3 stycznia 1931, kiedy to nacjonalistyczny ruch pod wodzą Arnulfo Ariasa Madrida doprowadził do obalenia Arosomeny.
Jego bratem był Juan Demóstenes Arosemena, prezydent Panamy od 1936 do 1939.